# Pioggia per un'estate arida
Pioggia per un'estate arida (Rain for a Dusty Summer) è un film statunitense del 1971 diretto da Arthur Lubin.
È un film drammatico a sfondo western ambientato in Messico nel 1917 con Ernest Borgnine, Humberto Almazán e Sancho Gracia.

## Produzione
Il film, diretto da Arthur Lubin su una sceneggiatura di G.B. Buscemi e Julius Evans con il soggetto di Franklin Lacey, fu prodotto da G.B. Buscemi per la Do-Bar e girato in Spagna.

## Distribuzione
Il film fu distribuito negli Stati Uniti nel 1971 al cinema e per l'home video dalla High Desert Video nel 1995. È conosciuto anche con il titolo di una successiva riedizione Guns of the Revolution.
Alcune delle uscite internazionali sono state:
- in Germania Ovest (Keine Zeit zum Sterben)
- in Spagna (Miguel Pro)
- in Italia (Pioggia per un'estate arida)